# Conus ventricosus
Espèce
Statut de conservation UICN

 LC  : Préoccupation mineure
Conus ventricosus est une espèce de mollusques gastéropodes marins appartenant à la famille des Conidae.

## Description
- Longueur : 4 cm.

## Répartition
Ouest de l’Afrique et Méditerranée.

## Taxonomie
Cette espèce a pour synonyme :
- Conus mediterraneus Hwass in Bruguière, 1792
- Lautoconus ventricosus (Gmelin, 1791)